# Aciuța, Arad
Aciuța este un sat în comuna Pleșcuța din județul Arad, Crișana, România. Se afla situat pe defileu Crisului Alb intre Gurahont si Varfurile.
Prima mentionare a satului Aciuta dateaza inca din anul 1366.

## Etimologie
Aczwcza, Achowycha, în 1439 a aparținut domeniului cetății Șiriei, iar la 1477 domeniului Bánffy . Aciuța este diminutivul de la Aciua, adică Aciua Mică, cum o și găsim scrisă uneori.